# محمد واعظ زاده الخراساني
محمد واعظ زاده الخراساني (بالفارسية: محمد واعظ زاده خراسانی) (24 فبراير 1926- 18 ديسمبر 2016) عالم دين إيراني والباحث والمفكر الإسلامي شيعي المعاصر وأستاذ جامعة فردوسي في مشهد، من مواليد مدينة مشهد الإيرانية، كان نائب رئيس الاتحاد العالمي لعلماء المسلمين برئاسة يوسف القرضاوي. وكان من دعاة تقريب بين المذاهب الإسلامية. كما هو أوّل أمين عام للمجمع العالمي للتقريب بين المذاهب الإسلامية والمؤسّس وأوّل رئيس لجامعة المذاهب الإسلامية في طهران.
درس دراسته الدينية في الحوزات العلمية في النجف وقم ومشهد على يد المراجع الدينية مثل آية الله حسين البروجردي وروح الله الخميني ومحمد حسين الطباطبائي.

## ولادة ونشأة
ولد محمد واعظ زاده في 24 فبراير 1926 مـ في مدينة مشهد في عائلة دينية وعلمية. قبلَ بدء الدراسة الابتدائية، ذهب إلى الكُتّاب (مدرسة) وتعلّمَ القرآن ومن بعدها حضر في صفوف المرحلة الابتدائية كما كان يَذهب إلى مدرسة دينية يدرس فيها كلستان سعدي.

## حياة علمية

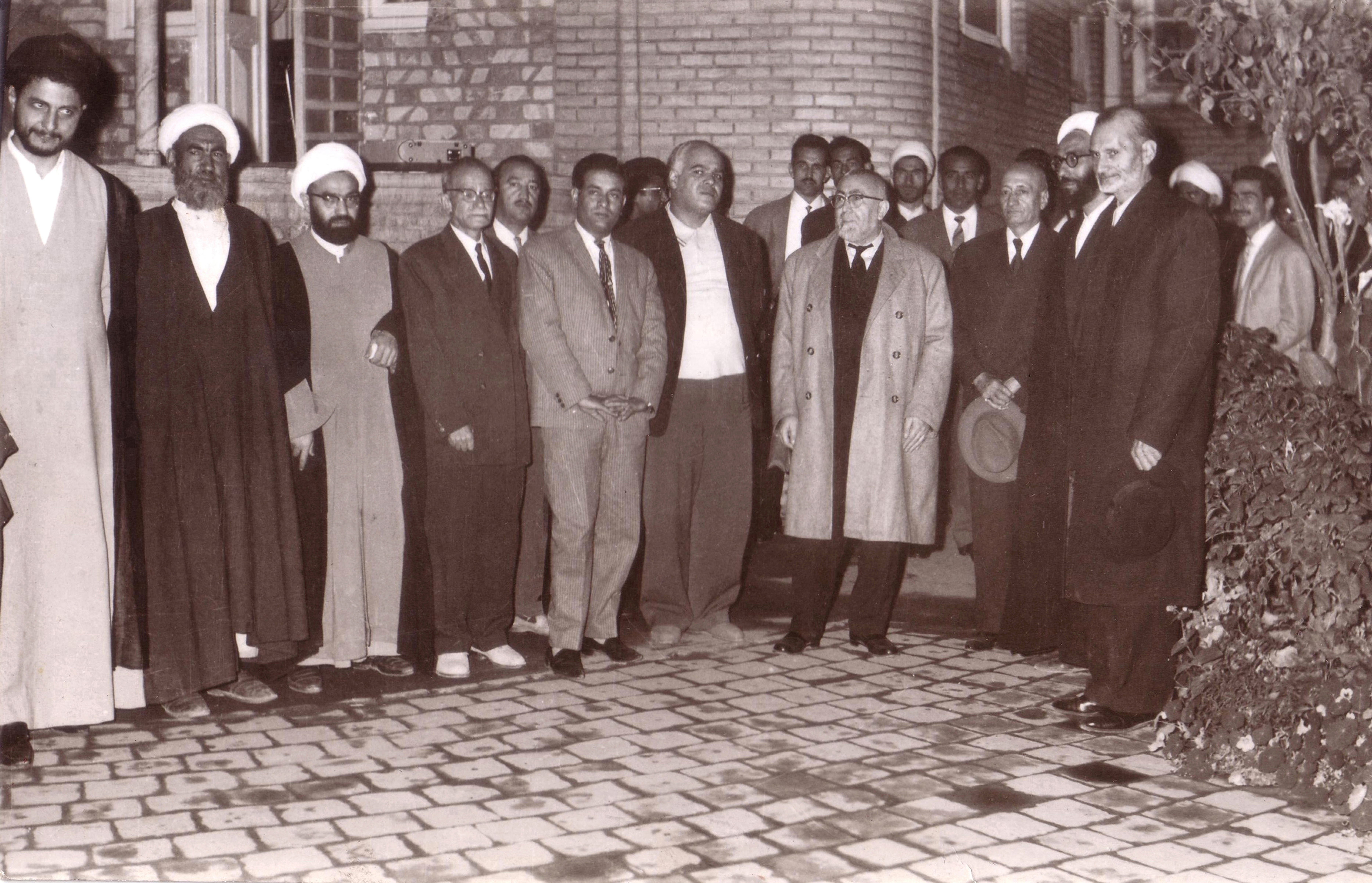
واعظ زاده بجانب بديع الزمان فوروزانفر وموسى الصدر في جامعة اللاهوت والتعليم الإسلامي في مدينة مشهد الإيرانية- 1963 م

انتقل إلى الحوزة العلمية في مشهد ليواصل الدراسة في العلوم الدينية. في أواخر حكم رضا شاه وبعد حادثة مسجد كوهرشاد، تمّ نفي كثير من العلماء واضطرّت عائلته إلى الانتقال إلى مدينة النجف وأقام هناك حوالي ثلاث سنوات من عام 1939م إلى 1942م. واصل واعظ زاده دراسته الدينية في هذه الفترة بدراسة المقدمات (الصرف والنحو والمنطق) و بعض الكتب الدينية الفقهية.
في عام 1942م عاد إلى إيران وواصل دراسته في الحوزة العلميّة في مدينة مشهد حتى عام 1949م. في مشهد، درَسَ مختلف تخصصات العلوم الإسلامية، بما في ذلك العلوم العقلية والنقلية، فضلا عن المستويات العليا في العلوم الدينية على يد علماء مثل مهدي الأصفهاني وهاشم القزويني. وفي عام 1949مـ انتقل إلى مدينة قم ليواصل دراسته الدينية العليا. وخلال إقامته في قم حوالي أحد عشر عامًا، حضر جلسات الدرس عند حسين البروجردي ومحمد الحجة الكوهكمري وصدر الدين الصدر ومحمد رضا الكلبيكاني وكما درس أصول الفقه عند روح الله الخميني والفلسفة عند محمد حسين الطباطبائي وحصل على إجازة الاجتهاد في العلوم النقلية والعقلية من الأخير. كما حصل على إجازة نقل الحديث عن علماء مشهورين مثل آغا بزرك الطهراني ومحمد صالح الحائري المازنداراني وإذن شفوي من حسين البروجردي.
في عام 1960مـ دُعيَ من قبل مسؤولي جامعة مشهد للتدريس في تلك الجامعة. فاستشار محمد بهشتي وشجّعه هو على قبول الدعوة. فعاد إلى مسقط رأسه مشهد وأثناء حضوره هناك قام بالتدريس الدروس المختلفة مثل الفقه، تاريخ الفقه، تاريخ الحديث، شرح الحديث، تفسير القرآن، تاريخ التفسير، علم الكلام، الفلسفة وغيرها في كليّة الدراسات الإسلامية في جامعة مشهد.
في عام 1973مـ ومن خلال منحة دراسية، سافر إلى بلدان مختلفة مثل تركيا ولبنان وسوريا والأردن ومصر واليمن والسعودية والمغرب والجزائر، وبالإضافة إلى التدريس في الجامعة، تبادل وجهات النظر حول التلاقي بين الفقه الشيعي والسني مع أساتذة الجامعات.

## مسؤوليات

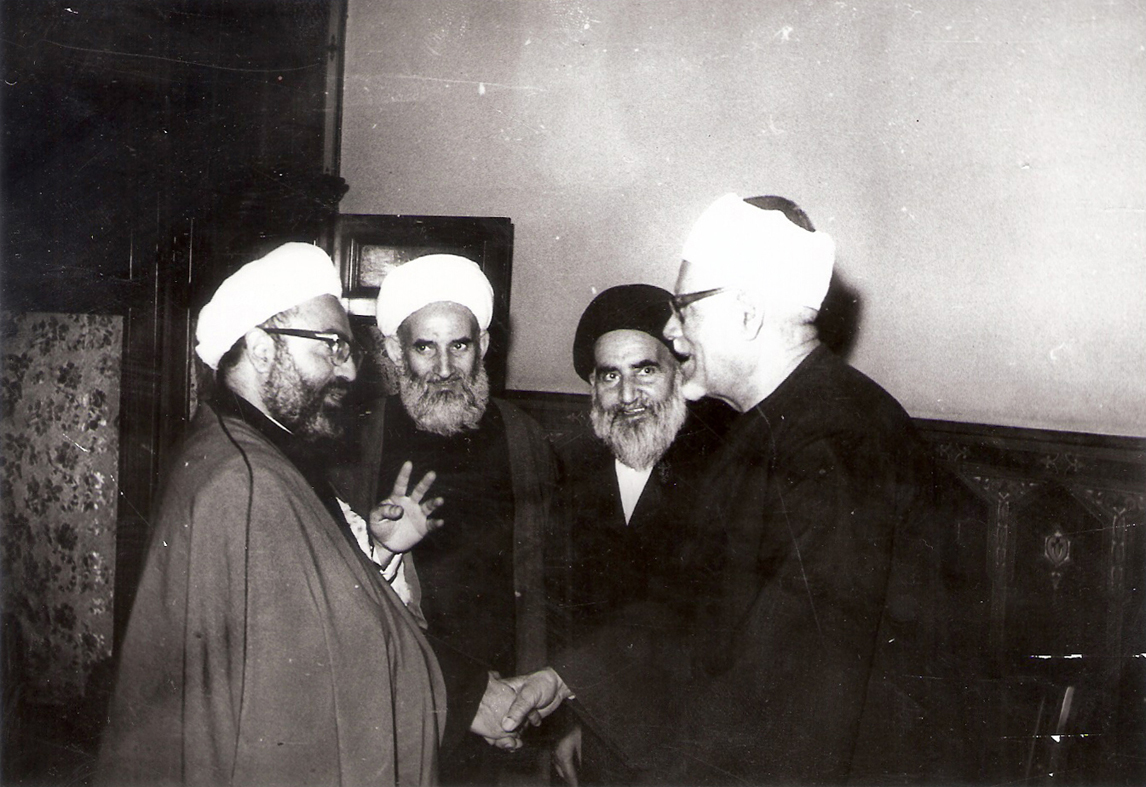
واعظ زاده الخراساني يلتقي محمد الفحام شيخ الأزهر في 1971 مـ

تولّى منصب الأمانة العامة للمجمع العالمي للتقريب بين المذاهب الإسلامية وكان أوّل أمين عام للمجمع، كما كان المؤسس ورئيس جامعة المذاهب الإسلامية وعضوًا في الهيئة الإدارية ومديرًا لقسم علوم القرآن في مؤسسة البحوث الإسلامية في العتبة الرضوية المقدسة.
- الأمين العام للمجمع العالمي للتقريب بين المذاهب الإسلامية
- مؤسس ورئيس جامعة المذاهب الإسلامية
- نائب رئيس الاتحاد العالمي لعلماء المسلمين
- عضو الهيئة الإدارية ومدير قسم علوم القرآن في مؤسسة البحوث الإسلامية في العتبة الرضوية[7]

## نشاطات

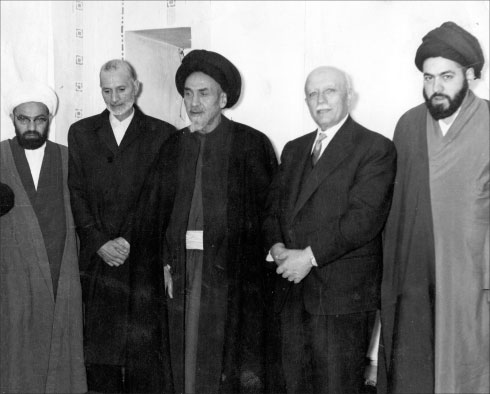
محمد واعظ زاده بجانب محمد هادي الميلاني ورشيد بيضون ممثّل الشيعة في مجلس النواب اللبناني

كان يحضر واعظ زاده المؤتمرات والطاولات المستديرة التي أقامها مجمع التقريب بين المذاهب الإسلامية في القاهرة وحلب وروسيا والأردن وأوزبكستان واوكرانيا والإمارات واندونيسيا والبحرين وبلجيكا وتركيا وغيرها. وترك مؤلفات عديدة في مواضيع علمي الفقه وأصول الفقه.

## بعض أعماله ومؤلفاته
1. سلسلة أعلام التقريب: حياة الإمام البروجردي وآثاره العلمية واتجاهه في الفقه والحديث والرجال[8]
2. المشاركة في تأليف «جامع أحاديث الشيعة».
3. مقدّمة تفصيلية لـ «الموسوعة الرجالية لآية اللّه البروجردي».
4. مقدّمة وتحقيق «سلسلة المتون الفقهية للشيعة الاإمامية». (المجلد الأول: المقنع، الهداية، مجلس في وصف دين الإماميّة؛ المجلد الثاني: النهاية، نكت النهاية، فتاوى الشيخ).
5. مقدّمة وتحقيق «عشر رسائل للشيخ الطوسي».
6. مقدّمة وتحقيق «الجمل والعقود» للشيخ الطوسي.
7. تصحيح «رجال الكشي (اختيار معرفة الرجال)» والإشراف على طبعه.
8. تصحيح «الفهرست» للشيخ الطوسي والإشراف على طبعه.
9. تحقيق وإكمال كتاب «حديث الثقلين» للشيخ قوام الدين قمّي وشنوي.
10. الإشراف على نشر المقالات الفارسية والعربية لمؤتمر ألفية الشيخ الطوسي (1971م) تحت عنوان: «يادنامه شيخ طوسى» (ثلاثة مجلدات) و«الذكرى الألفية للشيخ الطوسي».
11. تاريخ فتوحات المسلمين.
12. تاريخ الفقه.
13. الإشراف على نشر «مجموعة المقالات الفارسية للمجمع الأول لدراسات الاقتصاد الإسلامي» (ثلاثة مجلدات، 1990م)
14. الإشراف على نشر «مجموعة المقالات الفارسية للمجمع الثاني لدراسات الاقتصاد الإسلامي» (مجلدان، 1993م)
15. تاريخچه علم تاريخ فقه (لمحة تاريخية عن علم تاريخ الفقه)
16. پيام وحدت (رسالة الوحدة) (مجموعة مقابلات مع الأستاذ حول التقريب بين المذاهب الإسلامية).[5]

## وفاته
توفّي محمّد واعظ زاده الخراساني في اليوم الأحد الموافق ل18 ديسمبر 2016 عن عمر يناهز 91 سنة، في مسقط رأسه مدينة مشهد الإيرانية. ودُفن في الحضرة الرضوية ولاقت وفاته تغطية واسعة في العالم الإسلامي. فأصدر المرشد الأعلى للثورة الإسلامية آية الله الخامنئي بيانًا أعرب فيهِ عن مواساته لذَويه والمستفيدين من علومه وخبراته واصفًا إيّاه ب«العالم الجليل والدؤوب وثاقب الفكر» الذي «نتاجاته وأبحاثه تعدّ إحدی المفاخر العلمية في الحوزات العلمية». كما أصدر آية الله محمود الهاشمي الشاهرودي بيان تعزية بمناسبة وفاته ووصف الشيخ حسن الصفار ضمن حفل تأبين الشيخ واعظ زاده في القطيف شخصيته «بأنه كان صادقًا مخلصًا في تبنيه لمشروع وحدة الأمة والتّقريب بين المذاهب الإسلامية».